# 샘 러너
새뮤얼 브라이스 러너(영어: Samuel Bryce Lerner, 1992년 9월 27일 ~ )는 샘 러너(Sam Lerner)로 활동하는 미국의 배우이다. 드라마 《골드버그 패밀리》(2014-23)의 제프 슈워츠 역으로 잘 알려져 있다.

## 출연 작품

### 영화
- 엔비 (2004)
- 몬스터 하우스 (2006)
- 백 투 더 비기닝 (2015)
- 트루스 오어 데어 (2018) - 로니 역

### 텔레비전
- 골드버그 패밀리 (2014-23) - 제프 슈워츠 역
- 볼러스 (2019)